# Stolas discoides
Stolas discoides is een keversoort uit de familie bladkevers (Chrysomelidae). De wetenschappelijke naam van de soort werd in 1758 als Cassida discoides gepubliceerd door Carl Linnaeus.